# 蘭開斯特 (明尼蘇達州)
蘭開斯特（英語：Lancaster）是一個位於美國明尼蘇達州基特遜縣的城市。

## 人口
根據2020年美國人口普查的數據，蘭開斯特的面積為6.05平方千米，皆為陸地。當地共有人口364人，而人口密度為每平方千米60人。